# Nadi

O vedere simplificată a corpului subtil în filosofia indiană, arătând cele trei canale principale sau nadis, Ida (B), Sushumna (C), și Pingala (D), care curg vertical în corp.

Naḍi (în sanscrită नाडी, lit. „tub, țeavă, nerv, vas de sânge, puls”) este un termen pentru canalele prin care, în medicina tradițională indiană și teoria spirituală, se spune că energiile (prana) corpului fizic, corpului subtil și corpului cauzal curg. În acest cadru filozofic, se spune că nadisurile se conectează în puncte speciale de intensitate, chakrele. Se spune că toate nadi-urile provin din unul dintre cele două centre; inima și kanda, acesta din urmă fiind un bulb în formă de ou în zona pelviană, chiar sub buric. Cele trei nadis principale merg de la baza coloanei vertebrale până la cap și sunt Ida în stânga, Sushumna în centru și Pingala în dreapta. În cele din urmă, scopul este de a debloca aceste nadis pentru a aduce eliberarea.

## Funcții
În teoria hatha yoga, nadisul poartă prana, energia forței vitale. În corpul fizic, nadi-urile sunt canale care transportă aer, apă, nutrienți, sânge și alte fluide corporale în jur și sunt similare cu arterele, venele, capilarele, bronhiolele, nervii, canalele limfatice și așa mai departe.  În corpul subtil și cauzal, nadi-urile sunt canale pentru așa-numitele energii cosmice, vitale, seminale, mentale, intelectuale etc. (descrise în mod colectiv drept prana) și sunt importante pentru senzații, conștiență și aura spirituală.

Practicile yoga lucrează împreună pentru a forța prana în canalul central Sushumna, permițând energiei Kundalini să urce, conducând la moksha, eliberare. Shatkarmele (shatkriyas) purifică nadi-urile, în timp ce mudrele captează prana, și alte practici (neprezentate) forțează prana să iasă din canalele Ida și Pingala.

## Cele Trei canale principale (nadis)
Canal central (Sushumna)
Sushumna este canalul central și cel mai important. Conectează chakra rădăcină (Muladhara) cu chakra coroanei (Sahasrara). Este important în Yoga și Tantra.

### Canale laterale

#### Canalul din stânga (Ida)
Ida este asociată cu energia lunară. Cuvântul ida înseamnă „confort” în sanscrită. Idā are o natură asemănătoare lunii și o energie feminină cu efect de răcire. Se întinde de la testiculul stâng până la nara stângă și corespunde râului Gange.

#### Canalul drept (Pingala)
Pingala este asociată cu energia solară. Cuvântul pingala înseamnă „portocaliu” sau „brun” în sanscrită. Pingala are o natură însorită și o energie masculină cu efect de încălzire.  Curge de la testiculul drept la nara dreaptă. Corespunde râului Yamuna.

## Deblocarea canalelor
Scopul yoga este moksha, eliberarea și, prin urmare, nemurirea în starea de samadhi, unire, care este sensul yoga, așa cum este descris în Yoga Sutras a lui Patanjali. Acest lucru este obstrucționat de blocaje în nadis, care permit aerului vital, prana, să lâncezească în canalele Ida și Pingala. Deblocarea canalelor este, prin urmare, o funcție vitală a yoga. Diversele practici de yoga, inclusiv purificările preliminare sau satkarme, sigiliile yoghine sau mudrele, vizualizarea, controlul respirației sau pranayama și repetarea mantrelor lucrează împreună pentru a forța prana să se deplaseze din Ida și Pingala în canalul central Sushumna. Mudrele în special închid diferite deschideri, prind astfel prana și o direcționează către Sushumna. Acest lucru îi permite lui Kundalini să se ridice pe canalul Sushumna, ducând la eliberare.